# Kururin Squash!
Kururin Squash! (くるりんスカッシュ!) est un jeu vidéo d'action et de réflexion développé par Eighting et édité par Nintendo, sorti exclusivement au Japon en 2004 sur GameCube.

## Accueil
- Eurogamer : 7/10[1]